# Farid Alakbarli
Farid Alakbarli (Fərid Ələkbərli) (Ganyá, 3 de enero de 1964-7 de abril de 2021) fue un historiador azerbaiyano, Doctor en Ciencias Históricas, profesor y jefe del Departamento de Traducción e Información del Instituto de Manuscritos de la Academia Nacional de Ciencias de Azerbaiyán, presidente de la Asociación de Historiadores Médicos de Azerbaiyán (AHMA), Delegado Nacional de Azerbaiyán a la Sociedad Internacional de Historia de la Medicina (SIHM). Conocido por su trabajo en la Biblioteca Apostólica Vaticana y en el Archivo Apostólico Vaticano, donde descubrió e investigó diversos manuscritos medievales de cierta relevancia.

## Campo principal de investigación
Los manuscritos médicos medievales, culturología y la historia de la ciencia, medicina y farmacología en el Oriente Medio.

## Contribución científica principal
Por primera vez los diecisiete manuscritos medievales de Oriente Medio en el campo de la medicina han sido investigados. Como resultado, 724 especies de plantas medicinales, 150 especies de animales y 115 especies de minerales descritos en fuentes medievales han sido identificado y estudiado. La concepción medieval de estilo de vida saludable ha sido reconstruido.
En 2011-2013 Farid Alakbarli realizó investigaciones en la Biblioteca Apostólica Vaticana y el Archivo Apostólico Vaticano, y encontró más de 90 manuscritos medievales de Azerbaiyán y más de 500 documentos históricos relacionados con Azerbaiyán en azerí, otomano, persa, árabe, latín, italiano y otros idiomas. Las copias de estos manuscritos fueron enviados al Instituto del Manuscritos en Bakú. Él trabajó en la elaboración de un catálogo de manuscritos turcos que no se han descrito anteriormente en el Vaticano.

## Obras principales
Prof. Alakbarli es el autor de más de 200 trabajos científicos y educativos, incluyendo 23 libros y folletos en azerí, ruso, inglés, alemán e italiano. Además, él ha publicado una serie de cuentos y novelas.

## Libros Principales
1. Farid Alakbarli. Azerbaijan: medieval manuscripts, history of medicine, medicinal plants. Baku, 2005[5]
2. Farid Alakbarli. Medical Manuscripts of Azerbaijan. Baku, 2006[6]
3. Azerbaijani manuscripts. Text by Farid Alakbarli. Baku, Heydar Aliyev Foundation, 2012.[7]
4. Zoomorphic Memorial Stones in Azerbaiijan. text by Farid Alakbarli. Baku: Mininstry of Culture of the Republic of Azerbaijan, 2012
5. Kulturelles Erbe Aserbaidschans. Manuskripte. Baku, Heydär Äliyev Stiftung, Gebundene Ausgabe, 2013[8]
6. Manoscritti. Beni culturali dell’Azerbaigian. Testo di: Farid Alakbarli. Baku, Fond. Heydar Aliyev, cop. 2012. — 103 P[9]
7. Fuad Akhundov, Farid Alakbarli, Tadeusz Swietochowski, Jahangir Selimkhanov, Farah Aliyeva. Memories of Baku. New-York: Marquand Books, 2013, 152 P.[10]

## Principales artículos científicos
1. Alakbarov Farid. Medicinal Properties of Cannabis According to Medieval Manuscripts of Azerbaijan. Journal of Cannabis Therapeutics. 1(2), 2001, pp. 3–15.[11]
2. Alakbarov Farid. Medicinal Plants Used in Medieval Azerbaijan Phytotherapy. Journal of Herbal Pharmacotherapy, 1(3), 2001, pp. 35–49.
3. Alakbarov F.U. Aromatic Baths of Ancients. HerbalGram. The Journal of the American Botanical Council and the Herb Research Foundation. #57, 2003, pp. 23–32.[12]
4. Alakbarli Farid. Systematic Analysis of Animals used in Medieval Azerbaijan Medicine. Vesalius. Official journal of the International Society for the History of Medicine, 2006, XII, I, 3, pp. 18–22[13]
5. Edwin D. Lawson, Farid Alakbarli, Richard F. Sheil. Pronunciation and Meaning of Azeri Names, 2006[14]
6. Alakbarli Farid, Esmira Hajiyeva. "Tuhfat Al-Muminin" (1669 AD) by Muhammad Mumin as an Important Source on Traditional Islamic Medicine. Journal of the International Society for the History of Islamic Medicine. Vol. 6-7, No. 11-12-13-14, April–October 2007 – 2008, pp. 72–75[15]
7. Mohammadali M. Shoja, R. Shane Tubbs, Marios Loukas, Majid Khalili, Farid Alakbarli, Aaron A. Cohen-Gadol. Vasovagal syncope in the Canon of Avicenna: The first mention of carotid artery hypersensitivity. International Journal of Cardiology. ELSEVIER group of journals. 29 May 2009, Vol. 134, Issue 3, Pages 297-301[16]
8. Seyed Fazel Hosseini, Farid Alakbarli, Kamyar Ghabili, Mohammadali M Shoja. Hakim Esmail Jorjani (1042-1137 AD): Persian physician and jurist. Archives of gynecology and obstetrics. 10/2010; 284(3):647-50[17]
9. Edwin D. Lawson, Farid Alakbarli, Richard F. Sheil. The Mountains (Gorski) Jews of Azerbaijan: their Twenty-Century Naming Patterns. “These are the Names”. Studies in Jewish Onomastics. Vol. 5, Bar-Ilan University Press, Ramat Gan, 2011, p. 158-177

## Artículos educativos
1. Alakbarov Farid. The Institute of Manuscripts: Early Alphabets in Azerbaijan. Azerbaijan International Magazine, 8.1, 2000, pp. 50–53[18]
2. Alakbarov Farid. Voices from the Ages: Baku's Institute of Manuscripts. Azerbaijan International Magazine, 8.2, 2000, pp. 50–55[19]
3. Alakbarov Farid. Nutrition for Longevity. Azerbaijan International Magazine, 8.3, 2000, pp. 20–24[20]
4. Alakbarov Farid. Etiquette: Minding Your "P's and Q's" In Medieval Azerbaijan. Azerbaijan International Magazine, 8.3, 2000, pp. 32–36[21]
5. Alakbarov Farid. Ancient Wines: Exactly What the Doctor Ordered. Azerbaijan International Magazine, 8.3, 2000, pp. 38–42[22]
6. Alakbarov Farid. You Are What You Eat: Islamic Food Practices and Azerbaijani Identity. Azerbaijan International Magazine, 8.3, 2000, pp. 48–52[23]
7. Alakbarov Farid and Isgandar Aliyev. Silk Road: Origin of the Mulberry Tree. Azerbaijan International Magazine, 8.3, 2000, pp. 52–55[24]
8. Alakbarov Farid. Early Practice of Aromatherapy. Azerbaijan International Magazine, 9.1, 2001, pp. 37–40[25]
9. Alakbarov Farid. A 13th-Century Darwin? Tusi’s Views on Evolution. Azerbaijan International Magazine, 9.2, 2001, pp. 48–49[26]
10. Alakbarov Farid. Writing Azerbaijan’s History. Digging for the Truth. Azerbaijan International Magazine,9.3, 2001, pp. 40–49[27]
11. Alakbarov Farid. Baku’s Architecture. Identity Of Architects And Financiers Revealed. Azerbaijan International Magazine, 9.4, 2001, pp. 30–36[28]
12. Alakbarov Farid. Koroghlu: Tbilisi Manuscript About Azerbaijani Hero. Azerbaijan International Magazine, 10.1, 2002, pp. 54–58[29]
13. Alakbarov Farid. Baku: City That Oil Built. Azerbaijan International Magazine, 10.2, 2002, pp. 28–33[30]
14. Alakbarov Farid. Baku’s Old City: Memories of about How It Used to Be. Azerbaijan International Magazine, 10.3, 2002, pp. 38–45[31]
15. Alakbarov Farid. Baku’s Institute of Manuscripts. Azerbaijan International Magazine, 10.3, 2002, pp. 45–46[32]
16. Alakbarov Farid. Atashgah As Seen By French Writer Alexander Dumas 150 Years Ago. Azerbaijan International Magazine, 11.2, 2003, pp. 52–53[33]
17. Alakbarov Farid. Azerbaijan – Land of Fire. Observation from the Ancients. Azerbaijan International Magazine, 11.2, 2003, p. 54[34]
18. Alakbarov Farid. Music therapy. What Doctors Knew Centuries Ago. Azerbaijan International Magazine, 11.3, 2003, p. 60[35]
19. Alakbarli Farid. Cures Through The Ages. Lion Hearts, Rhinoceros Horn and Wolf Paws. Azerbaijan International Magazine, 12.4, 2004, pp. 66–68[36]
20. Alakbarli Farid. Childagh. How to Cure a Bad Case of Nerves. Azerbaijan International Magazine, 12.4, 2004pp.68–70[37]
21. Alakbarli Farid. Aghakhan Aghabeyli: Azerbaijani genetitist. Azerbaijan International Magazine, 2005, 13.1, p. 28[38]
22. Alakbarli Farid. The Science of Genetics under Stalin. Azerbaijan International Magazine, 13.1, 2005, p. 29[39]
23. Alakbarli Farid. Water Buffalo in Azerbaijan: Prized for its Milk and meat. Azerbaijan International Magazine, 13.1, 2005, p. 31[40]
24. Betty Blair and Alakbarli Farid. Sofi Hamid: Life Mirrored in Pastel Colors. Azerbaijan International Magazine, 13.1, 2005, pp. 40–63[41]
25. Alakbarli Farid. Amazons: Legends in History: Fearless Women Warriors in Life and Lore. Azerbaijan International Magazine, 13.1, 2005, pp. 74–77[42]
26. Alakbarli Farid. First International Medical Manuscript Conference. Azerbaijan International Magazine, 14.3, 2006, pp. 74–75[43]